# سراب شیخ حسن
سراب شیخ حسن، روستایی از توابع بخش بلبان آباد در شهرستان دهگلان در استان کردستان ایران است.

## جمعیت
این روستا در دهستان ئیلاق جنوبی قرار دارد و براساس سرشماری مرکز آمار ایران در سال ۱۳۸۵، جمعیت آن ۲۵۷ نفر (۵۷خانوار) بوده‌است.

## شغل
شغل اصلی مردمان روستاکشاورزی ودامداری است.به علت داشتن زمین‌های مراتع خوب و همچنین چراگاه‌های مناسبجهت دامپروری از موقعیت مناسب برخوردار است.

## امکانات
دارای آب و گازو برق می‌باشد .اما به علت عدم اجرای طرح هادی در این روستا باعث مشکلاتی شده تردد خیلی سخت است در این روستا در پاییزها و زمستان‌ها مخصوصا

## ورزشکاران
ورزشکارانی در ایران هستند که اصالتاً سرابی هستند از جمله محمود حسین آبادی که قهرمان کاراته ی ایران است.